# Propadienă
Propadiena este o alcadienă cu formula de structură H2C=C=CH2. Este de asemenea cea mai simplă alenă (hidrocarbură cu legături C=C duble și cumulate).

## Structură
Propadiena este cea mai simplă alcadienă. Aceasta prezintă două legături duble adiacente (cumulate) între atomii de carbon (C=C).

## Utilitate practică
Intră în compoziția gazului MAPP (metilacetilen-propadienă), utilizat în procesul de sudură subacvatică.
Propadiena are un rol important în producția a acetonei prin adiția apei. Pe scara industrială in loc de adiția apei la propadienă, reacția Kucerov pentru propină (adiția apei la propină) este folosită pentru producerea acetonei.
1. ↑  „Propadienă”, Allene (în engleză), PubChem, accesat în 18 noiembrie 2016